# Cattedrale di Beja
La cattedrale di San Giacomo il Maggiore (in portoghese: Sé Catedral de Beja) è la cattedrale cattolica di Beja, in Portogallo, e sede della diocesi di Beja.

## Storia
La chiesa è stata costruita nel 1590 sul sito di una precedente chiesa dedicata a San Giacomo il Maggiore. La chiesa, in stile manierista, è stata realizzata per volere dell'arcivescovo Teotonio de Bragança su progetto dell'architetto Jorge Rodriguez.
La chiesa è eretta a cattedrale con decreto della Sacra Congregazione concistoriale del 14 novembre del 1925. Il 4 giugno 1937 la cattedrale è stata inaugurata, completamente ristrutturata e arricchita. La sua consacrazione è stata celebrata il 31 maggio 1946.